# Championnat du Chili de football 1940
Navigation
Saison précédente Saison suivante
La saison 1940 du Championnat du Chili de football est la huitième édition du championnat de première division au Chili. Les dix meilleures équipes du pays sont regroupées au sein d'une poule unique, où elles s'affrontent deux fois, à domicile et à l'extérieur; il n'y a ni promotion, ni relégation à l'issue de la saison.
C'est le CF Universidad de Chile qui remporte la compétition, après avoir terminé en tête du classement final, avec trois points d'avance sur Audax Italiano et quatre sur Santiago National Juventus. C'est le tout premier titre de champion du Chili de l'histoire du club.

## Les clubs participants
| - Deportes Magallanes - Colo Colo - Santiago Badminton FC - CF Universidad de Chile - Unión Española - Promu de Segunda División | - CD Universidad Católica - Audax Italiano - CD Santiago Morning - CD Green Cross - Santiago National Juventus |

## Compétition
Le barème utilisé pour établir le classement est le suivant :
- Victoire : 2 points
- Match nul : 1 point
- Défaite : 0 point

### Classement
| Rang | Équipe                     | Pts | J  | G  | N | P  | Bp | Bc | Diff |
| ---- | -------------------------- | --- | -- | -- | - | -- | -- | -- | ---- |
| 1    | CF Universidad de Chile    | 26  | 18 | 12 | 2 | 4  | 46 | 31 | +15  |
| 2    | Audax Italiano             | 23  | 18 | 10 | 3 | 5  | 51 | 38 | +13  |
| 3    | Santiago National Juventus | 22  | 18 | 8  | 6 | 4  | 36 | 32 | +4   |
| 4    | Colo Colo T                | 21  | 18 | 10 | 1 | 7  | 45 | 37 | +8   |
| 5    | CD Green Cross             | 18  | 18 | 7  | 4 | 7  | 47 | 49 | -2   |
| 6    | Deportes Magallanes        | 17  | 18 | 8  | 1 | 9  | 47 | 49 | -2   |
| 7    | CD Santiago Morning        | 15  | 18 | 6  | 3 | 9  | 43 | 48 | -5   |
| 8    | Santiago Badminton FC      | 14  | 18 | 4  | 6 | 8  | 38 | 47 | -9   |
| 9    | CD Universidad Católica    | 14  | 18 | 5  | 4 | 9  | 34 | 43 | -9   |
| 10   | Unión Española P           | 10  | 18 | 3  | 4 | 11 | 30 | 43 | -13  |

|  | Champion du Chili 1940                            |
|  | T : Tenant du titre P : Promu de Segunda División |

## Bilan de la saison
| Championnat du Chili de football 1940 |                                     |
| Champion                              | CF Universidad de Chile (1er titre) |
| Promotions et relégations             |                                     |
| Promus en Primera División            | Aucun                               |
| Relégués en Segunda División          | Aucun                               |